# Ott Hydromet
Ott Hydromet GmbH ist ein Unternehmen im Bereich der Umweltmesstechnik mit Sitz in Kempten (Allgäu). Ott Hydromet ist in dem Bereich Sensoren und Datenerfassungssystemen des gesamten natürlichen Wasserkreislaufes in den Bereichen Hydrometrie, Hydrogeologie, Meteorologie und Umwelttechnik ein führender Wettbewerber. Das Unternehmen ist heute Teil der Veralto Corporation.

## Unternehmensgeschichte

Ott-Messflügel aus dem Jahr 1895 mit einem Porträt von Albert Ott in der rechten Bildecke unten

1873 gründete Albert Ott (1847–1895) das „Mathematisch-Mechanische Institut A. OTT“ in Kempten. Produkte waren Schreibpegel, hydrometrische Flügel und Planimeter. Gleichzeitig wurden diese Produktschwerpunkte weiterentwickelt. Bereits 1880 stellte Albert Ott auf der Weltausstellung in Melbourne seine Produkte einem breiten Publikum vor. Fünf Jahre darauf entwickelte der Unternehmensgründer seinen ersten Messflügel.
Im Jahr 1895 übernahm Alberts Otts Bruder Max sowie später der Schweizer Adolf Steis das Unternehmen. 1922 wurde der erste eigene Messkanal in Betrieb genommen. In den 1930ern entstanden für Mitarbeiter des Unternehmens die sogenannte Ott-Siedlung an der Keplerstraße. Hierbei kaufte das Unternehmen die Grundstücke und überließ sie den Facharbeitern, damit diese ihre Häuser errichten konnten. Hauptziel dieser Aktion war das Halten dieser Facharbeiter im Unternehmen. Der 1943 präsentierte „Conzen-Ott Zugfahrplan-Rechner“ wurde noch bis in die 1980er Jahre bei der Deutschen Bundesbahn verwendet. 1965 brachte das Unternehmen den Lochstreifen-Fernpegelschreiber mit Datenfernübertragung auf den Markt.
1993 zog das Unternehmen in die ehemaligen Fabrikräume der Denzler AG um. 2002 übernahm die Danaher Corporation den Feinmechanikhersteller Ott. Die Eigenständigkeit blieb aber erhalten.

## Produkte
Das Unternehmen produziert und vertreibt Produkte zur Wasserstands- und Durchflussmessung, Wasserqualitätsmessung, Datenerfassung und Telemetrie sowie Messgeräte für die Meteorologie.